# Contea di Upton
La contea di Upton in inglese Upton County è una contea dello Stato del Texas, negli Stati Uniti. La popolazione al censimento del 2010 era di 3 355 abitanti. Il capoluogo di contea è Rankin. La contea è stata creata nel 1887 ed organizzata nel 1910. Il suo nome deriva dai fratelli John C. e William F. Upton, entrambi colonnelli dell'esercito confederato.

## Geografia
| Anno | Popolazione | ±%       |
| ---- | ----------- | -------- |
| 1890 | 52          | Note:    |
| 1900 | 48          | −7.7%    |
| 1910 | 501         | 943.8%   |
| 1920 | 253         | −49.5%   |
| 1930 | 5,968       | 2,258.9% |
| 1940 | 4,297       | −28.0%   |
| 1950 | 5,307       | 23.5%    |
| 1960 | 6,239       | 17.6%    |
| 1970 | 4,697       | −24.7%   |
| 1980 | 4,619       | −1.7%    |
| 1990 | 4,447       | −3.7%    |
| 2000 | 3,404       | −23.5%   |
| 2010 | 3,355       | −1.4%    |

Secondo l'Ufficio del censimento degli Stati Uniti d'America la contea ha un'area totale di 1242 miglia quadrate (3220 km²), di cui 1242 miglia quadrate (3220 km²) sono terra, mentre 0,2 miglia quadrate (0,52 km², corrispondenti allo 0,01% del territorio) sono costituiti dall'acqua. Nella contea si trova il terzo giacimento più grande degli Stati Uniti d'America, il Spraberry Trend.

### Strade principali
- U.S. Highway 67
- U.S. Highway 385
- State Highway 329
- State Highway 349

### Contee adiacenti
- Midland County (nord)
- Reagan County (est)
- Crockett County (sud)
- Crane County (ovest)
- Ector County (nord-ovest)